# Arraiolos
Arraiolos és un municipi portuguès, situat al districte d'Évora, a la regió d'Alentejo i a la subregió de l'Alentejo Central. L'any 2006 tenia 7.980 habitants. Limita al nord amb Mora i Sousel, a l'est amb Estremoz, al sud amb Évora, al sud-oest amb Montemor-o-Novo i al nord-oest amb Coruche.

## Població
| Població del concelho d'Arraiolos (1801 – 2004) | Població del concelho d'Arraiolos (1801 – 2004) | Població del concelho d'Arraiolos (1801 – 2004) | Població del concelho d'Arraiolos (1801 – 2004) | Població del concelho d'Arraiolos (1801 – 2004) | Població del concelho d'Arraiolos (1801 – 2004) | Població del concelho d'Arraiolos (1801 – 2004) | Població del concelho d'Arraiolos (1801 – 2004) | Població del concelho d'Arraiolos (1801 – 2004) |
| ----------------------------------------------- | ----------------------------------------------- | ----------------------------------------------- | ----------------------------------------------- | ----------------------------------------------- | ----------------------------------------------- | ----------------------------------------------- | ----------------------------------------------- | ----------------------------------------------- |
| 1801                                            | 1849                                            | 1900                                            | 1930                                            | 1960                                            | 1981                                            | 1991                                            | 2001                                            | 2004                                            |
| 3887                                            | 4053                                            | 8738                                            | 11260                                           | 12786                                           | 8883                                            | 8207                                            | 7616                                            | 7382                                            |

## Freguesies
- Arraiolos
- Igrejinha
- Sabugueiro
- Santa Justa
- São Gregório
- São Pedro de Gafanhoeira
- Vimieiro

## Galeria d'imatges

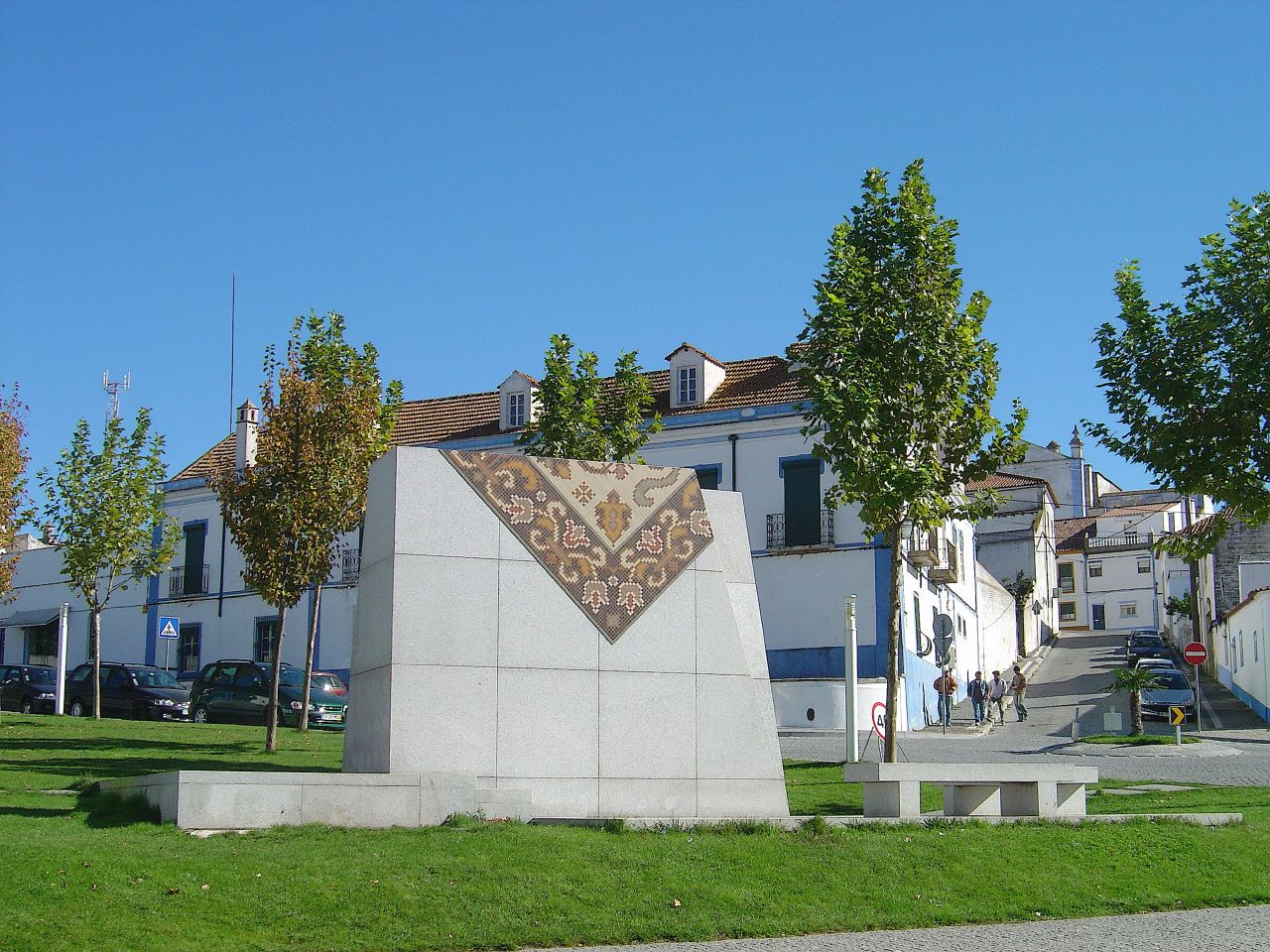
Cerrer Dordio Gomes
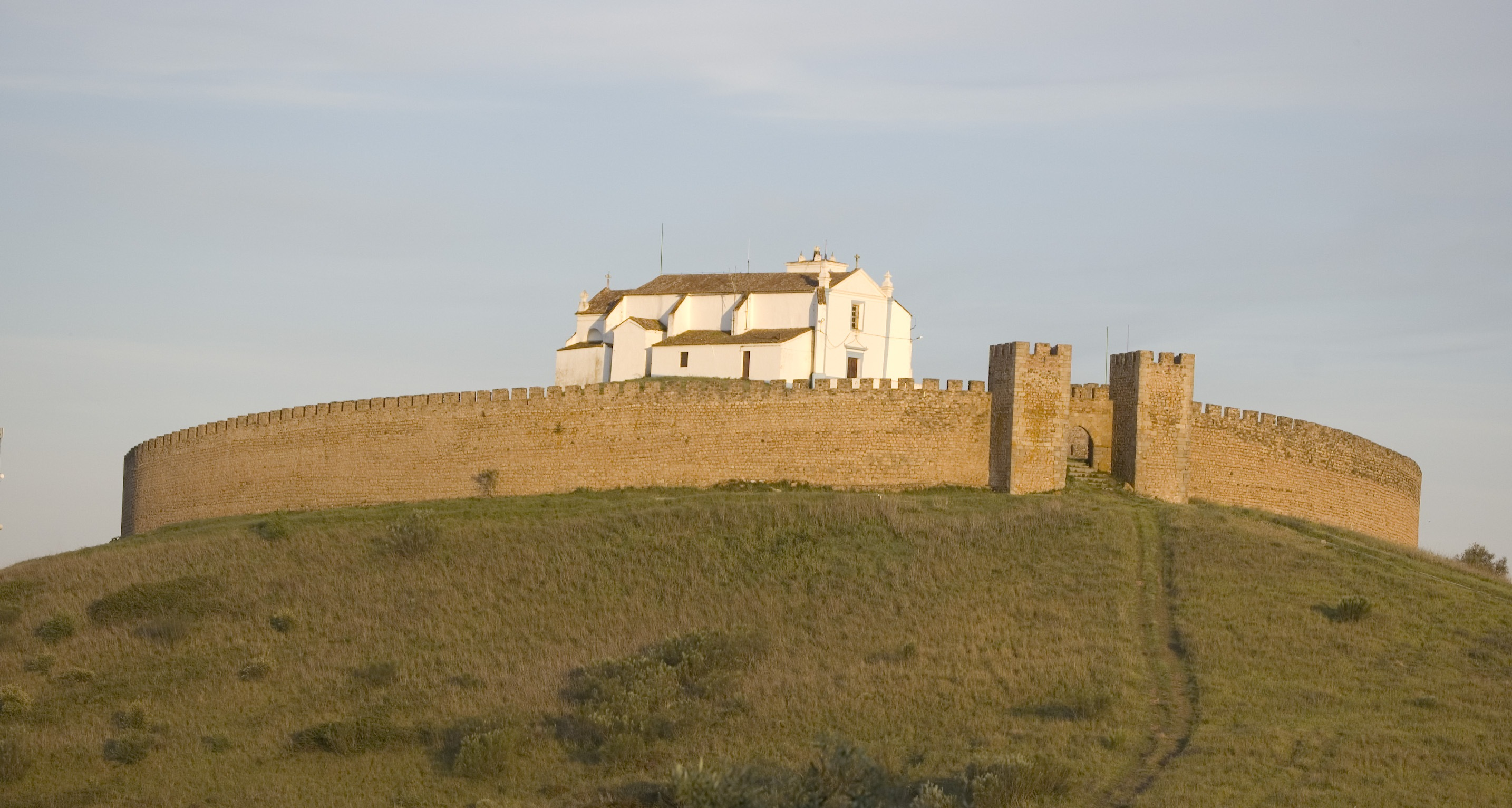
Castell d'Arraiolos
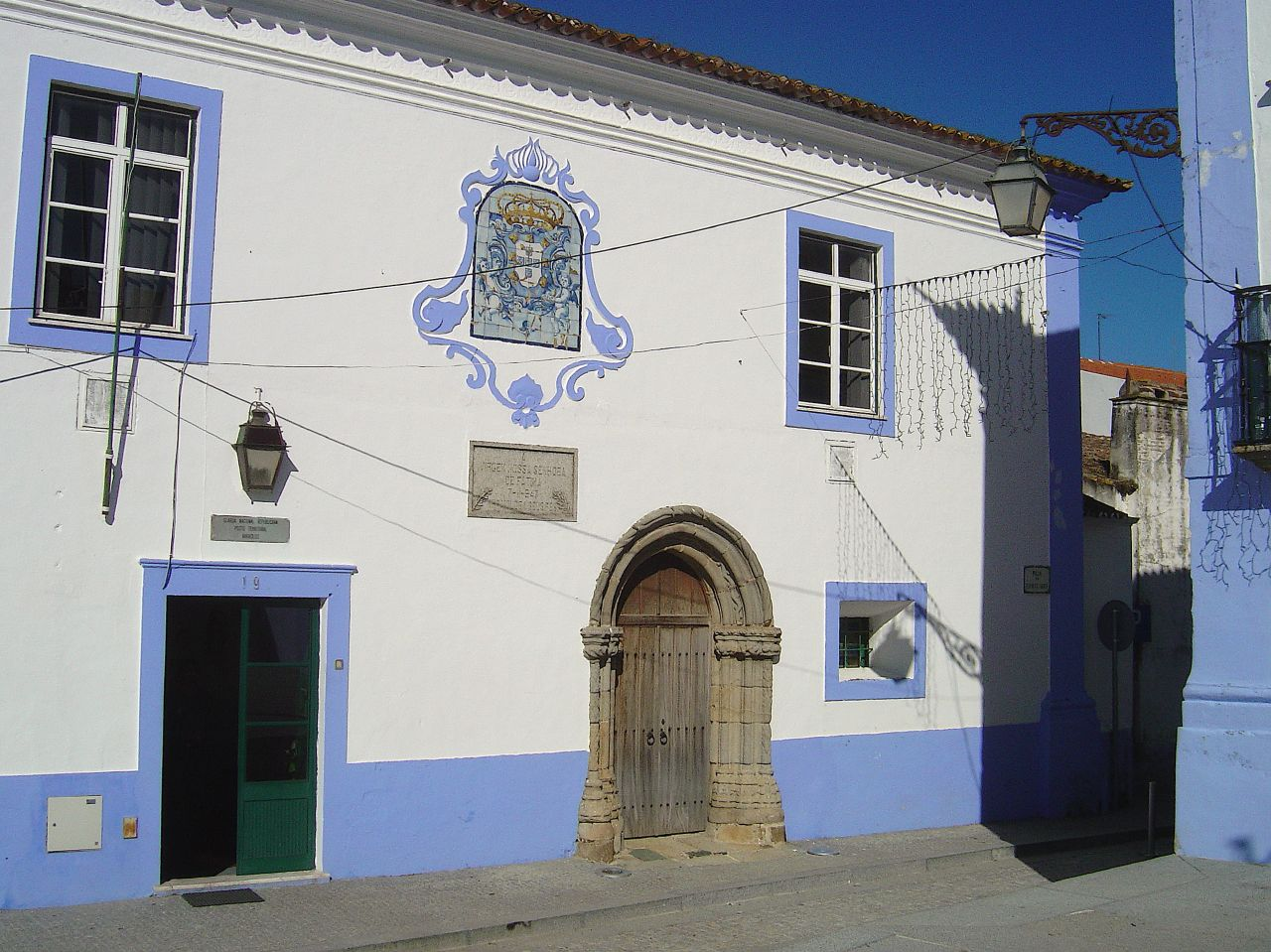
Un edifici
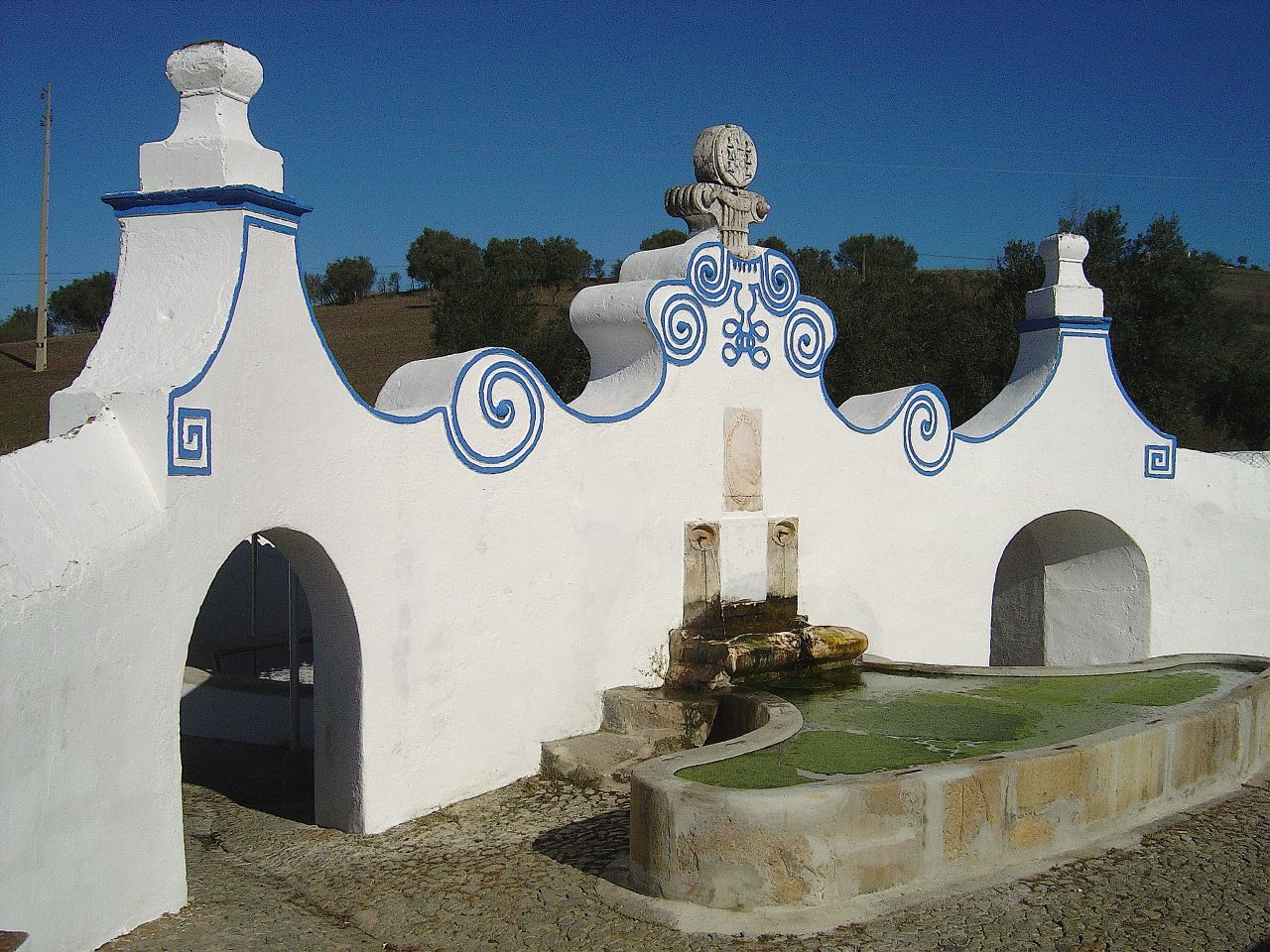
Font de Pedra